# Fillmore East: June 1971
Pour les articles homonymes, voir Live at the Fillmore.
Albums de Frank Zappa & The Mothers of Invention
Chunga's Revenge
(1970) 200 Motels
(1971)
Fillmore East – June 1971 est un album live de Frank Zappa et The Mothers of Invention, sorti en 1971.

## Liste des titres
Tous les morceaux sont de Frank Zappa, sauf mention contraire. Happy Together est une reprise des Turtles, l'ancien groupe de « Flo & Eddie » (Howard Kaylan et Mark Volman).
1. Little House I Used to Live In – 4 min 41 s
2. The Mud Shark – 5 min 22 s
3. What Kind of Girl Do You Think We Are? – 4 min 17 s
4. Bwana Dik – 2 min 21 s
5. Latex Solar Beef – 2 min 38 s
6. Willie the Pimp, Pt. 1 – 4 min 03 s
7. Do You Like My New Car? – 7 min 08 s
8. Happy Together (Gary Bonner, Alan Gordon) – 2 min 57 s
9. Lonesome Electric Turkey – 2 min 32 s
10. Peaches en Regalia – 3 min 22 s
11. Tears Began to Fall – 2 min 45 s

## Musiciens
- Frank Zappa : guitare, chant
- Aynsley Dunbar : batterie
- Bob Harris (en) : synthétiseur, voix
- Howard Kaylan : voix
- Jim Pons : basse, voix
- Don Preston : synthétiseur
- Ian Underwood : synthétiseur, voix
- Mark Volman : voix

## Production
- Production : Frank Zappa
- Ingénierie : Barry Keene, Toby Foster
- Direction musicale et arrangements : Frank Zappa
- Conception pochette : Cal Shenkel